# Ramazzottiidae
Famille
Synonymes
- Ramazzottidae Sands, McInnes, Marley, Goodall-Copestake, Convey & Linse, 2008

Les Ramazzottiidae sont une famille de tardigrades. 

## Classification
Selon Degma, Bertolani et Guidetti, 2014 :
- Hebesuncus Pilato, 1987
- Ramajendas Pilato & Binda, 1990
- Ramazzottius Binda & Pilato, 1986
- Thalerius Dastych, 2009

## Taxinomie
Cette famille a été révisée par Bertolani, Guidetti, Marchioro, Altiero, Rebecchi et Cesari en 2014.

## Publication originale
- Sands, McInnes, Marley, Goodall-Copestake, Convey & Linse, 2008 : Phylum Tardigrada: an individual approach. Cladistics, no 24, p. 1-11.